# Chien d'attelage
Chien de traîneau

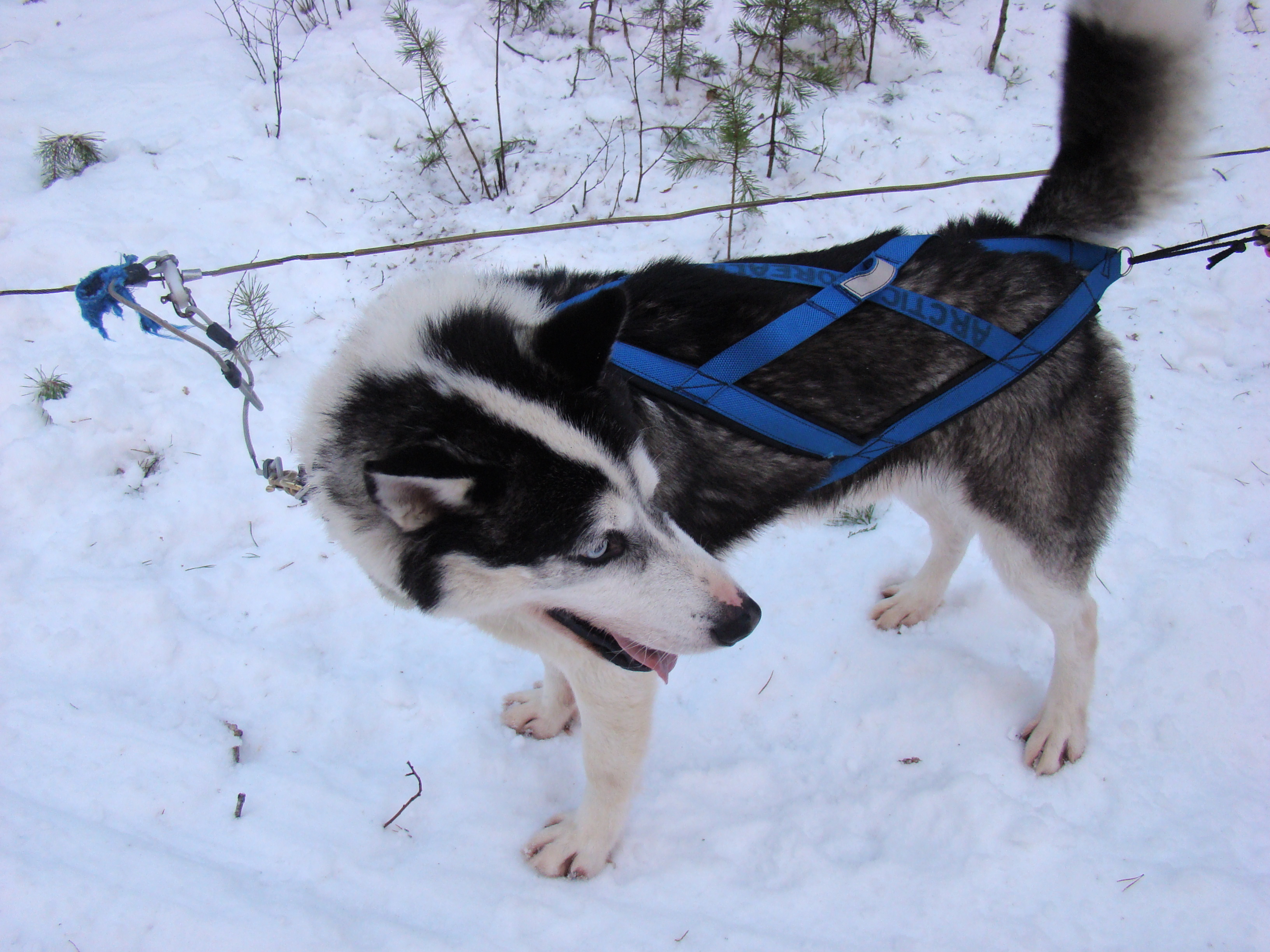
Chien d'attelage à Ranua, en Finlande.

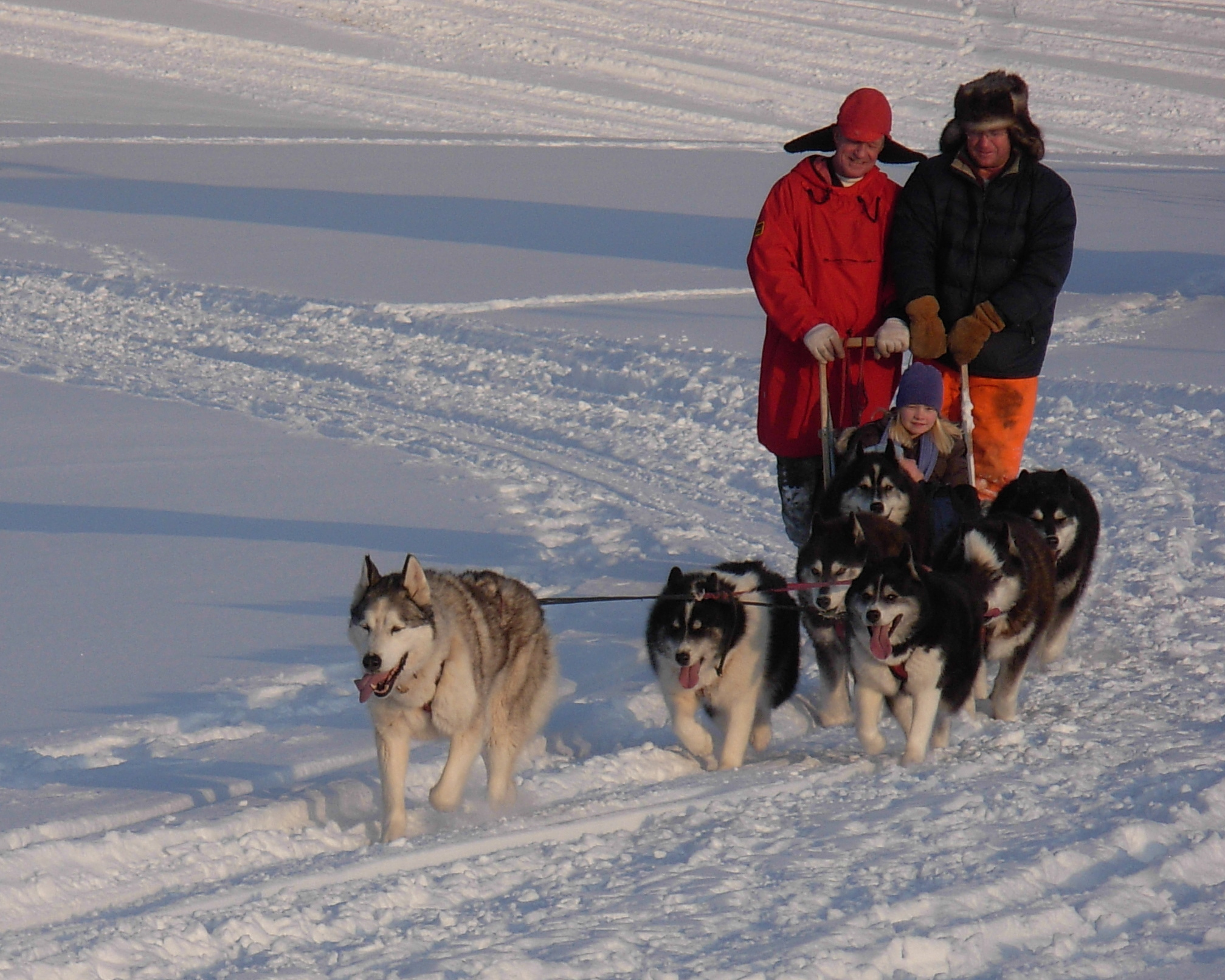
Chiens d'attelage, en 2008 dans le Minnesota.

Les chiens d'attelage, ou chiens de traîneau, sont utilisés généralement pour tirer les traîneaux sur la neige ou la glace, au moyen de harnais et de lignes de trait. Ils peuvent aussi tracter des charrettes à chien. De nos jours, ces chiens sont surtout utilisés dans les courses de traîneaux. Le meneur est désigné par le terme « musher ».

## Histoire

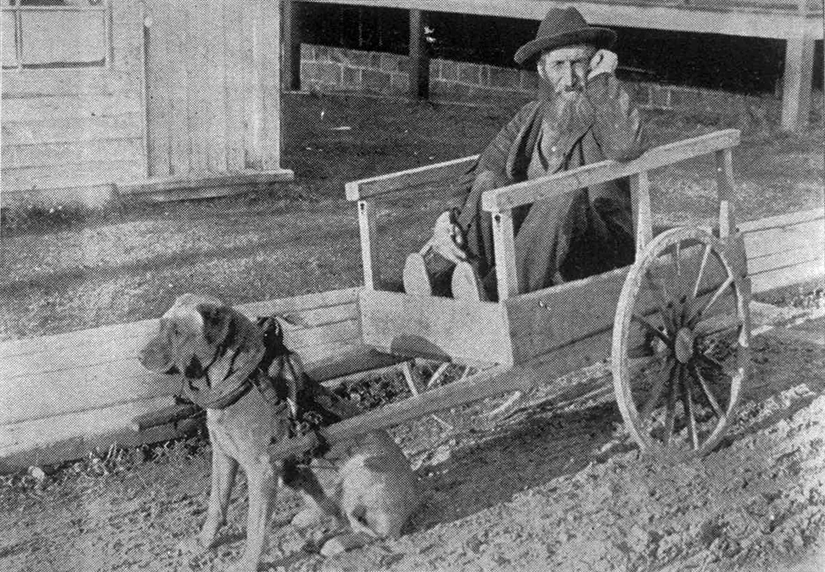
« Attelage typique d'un vieux pêcheur de la ville de Rimouski » (1904), photographie tirée du périodique canadien-français L'Album universel.

Les chiens ont été utilisés pour le traîneau dans l'Arctique il y a environ 9 500 ans. Les études génétiques indiquent que les chiens de traîneau représentent une lignée ancienne remontant au moins à cette date et que les loups se sont reproduits avec les ancêtres des chiens de traîneau avant que ceux-ci ne soient en contact avec les chiens américains. Le flux génétique entre les chiens de traîneau et les loups s'est probablement arrêté avant ∼9 500 ans.
Ainsi, le chien est utilisé depuis très longtemps dans les attelages : on a retrouvé des indices datés de 6000 ans av. J.-C. le prouvant. Néanmoins, il semble que cette pratique ait été très sporadique jusqu'à l’époque de la culture inuite dite Thulé qui s’est épanouie à la fin du Ier millénaire apr. J.-C.
En Europe, l'utilisation du chien de trait est très ancienne, probablement vers l'an mille. Bien que peu mentionnée par les historiens, elle est très répandue au XIXe siècle. Dès le XVIIIe siècle, des règlements de police interdisent à Versailles l'utilisation de voitures attelées de chiens et à Paris de phaétons tirés par des chiens. Ce mode de traction persiste néanmoins dans la région parisienne.
Interdit en Italie et en Angleterre, l'attelage à chien s'emploie de plus en plus en France — il fait partie de la vie quotidienne, celle des « gagne-petit ». En Belgique, il s'intensifie en raison du manque de chevaux aux débuts du XIXe siècle, où il est utilisé en particulier, pour tirer des mitrailleuses.
Ce mode de traction est interdit en 1824 par le préfet de police à Paris mais persiste encore pendant presque un siècle. En 1897, 59 départements français permettent encore la circulation de voitures à chiens, 28 l'interdisent formellement.
Lors de la ruée vers l’or en Alaska, le traîneau à chien était le seul moyen de transport. Ce fut le début de sa popularisation.

## Compétitions
Durant les « ruées vers l'or » où il y avait peu de loisirs, l'attelage généra rapidement un intérêt sportif. Ainsi en 1908 fut organisée la All Alaska Sweepstakes, première grande course. Cet événement suscita un engouement immédiat.
L’épidémie de diphtérie qui frappa Nome durant l’hiver 1925 fut l’occasion d’un exploit réalisé par des mushers : alors que la glace et un blizzard persistant empêchaient tout envoi de sérum par avion ou bateau, à la suite de plusieurs relais, un traîneau parvint à rejoindre Nome avec le sérum salvateur. Chaque année, la course de traîneaux Iditarod commémore cet événement.
La conduite de chiens de traîneau est devenue un sport populaire en Amérique du Nord et en Europe et de nombreuses autres compétitions et championnats sont régulièrement organisés.
Parallèlement aux grandes courses norvégiennes que sont la Femundløpet (no) et la Finnmarksløpet (no), l'Europe accueille depuis 2005 l'une des plus grandes courses au monde dans les Alpes franco-suisses. Il s'agit de la Grande Odyssée.

## L'adaptation au froid des chiens de traineaux
Un chien de traineau, comme d'autres animaux arctiques, ne maintient pas ses pattes à 37 °C : cela gaspillerait de la chaleur, ferait fondre la neige, mouillerait son pelage, avec des risques de gelures. Au contraire, la température cutanée s'abaisse aux alentours de 0 °C dans les pattes et le museau, régulée très précisément par des réactions vasomotrices.
Cela s'obtient par échanges thermiques entre artère et veine en contact étroit, la chaleur est court-circuitée pour éviter sa déperdition, tout en préservant l'oxygénation des muscles des pattes. Ces muscles, et leurs nerfs peuvent ainsi fonctionner à des températures très basses.

## Types de chiens et les vitesses
On attend des chiens de traîneau qu'ils démontrent deux qualités majeures dans leur travail (en plus de la capacité physique de tirer le traîneau). L'endurance est nécessaire pour parcourir de longues distances (8 à 130 km) ou plus en un jour. La vitesse est nécessaire pour parcourir cette distance dans une durée raisonnable. Des chiens de traîneau de course voyageront jusqu'à une moyenne d’environ 30 km/h sur des trajets proches de 40 km. Sur des distances plus longues, la vitesse moyenne baisse vers 16 à 22 km/h. Même dans de mauvaises conditions, les chiens de traîneau peuvent toujours tenir une moyenne de 10 km/h. On a connu des chiens de traîneau voyageant plus de 145 km (90 milles) dans une période de 24 heures en tirant 38,5 kg (85 livres) chacun.
Les ossements des premiers chiens laissent penser qu’ils n’avaient pas de caractéristiques physiques particulières. Pour son utilisation dans l’attelage, le besoin d’endurance et de force a poussé les utilisateurs de ce type de transport à réaliser des hybridations avec le loup, ce qui a fini par donner le genre lupoïde que nous connaissons.
Les conducteurs de chiens ont cependant, une longue histoire d'utilisation d'autres races ou de croisements.
Lors de la Ruée vers l'or dans le Yukon, les équipes de bâtards étaient la norme, mais il y avait aussi des équipes de lévriers et de chiens de chasse.
Aujourd'hui l'Alaskan Husky (croisement à base de husky) est préféré pour la course.

## Races traditionnelles
Les races de chiens de traîneau reconnues par la FCI (groupe 5, section 1) sont :
- Malamute de l'Alaska
- Groenlandais
- Husky sibérien
- Samoyède
- Esquimau canadien (ou « Qimmiq »)
- Laika de Iakoutie.

Il existe d'autres races non reconnues, car au bord de l'extinction faute d'un nombre suffisant de représentants enregistrés.
- Chien de Sakhaline (ou Karafuto-Ken) japonais.
- Le chien de Taïmyr (ou Taymyrskaya ezdovaye)
- Chien de traîneau de Tchoukotka
- Le Laïka Nenets
- Chien Polaire argentin[5]

### Lignées de chiens croisés
Il y a aussi des croisements qui ne sont rattachés à aucun club de race canine et sont souvent des croisements des races précédentes. En effet, les mushers font des croisements afin d'obtenir des chiens plus performants pour les courses :
- Alaskan Husky ou Alaskan, la plus ancienne lignée de chiens d'attelage croisée, dont la naissance remonte au XIXe siècle et qui est depuis en perpétuelle amélioration.
- Eurohound, lignée d'origine scandinave issue de croisements entre des Alaskan Huskies, des Pointers anglais et des Braques allemands à poil court.
- Greyster, désigne un croisement entre un braque allemand à poil court et un lévrier greyhound.
- Chinook
- Mackenzie River Husky
- Seppala Siberian Sleddog